# Petechie
Unter Petechien versteht man eine Vielzahl stecknadelkopfgroßer Blutungen aus den Kapillaren in die Haut oder Schleimhäute, die auf eine Störung der Blutstillung hinweisen. Oft treten als erstes Symptom kleinste Blutpünktchen an den Knöcheln und Unterschenkeln auf.
Sie sind meist Zeichen einer Störung der primären Hämostase; es handelt sich meistens um eine verringerte Zahl oder eine gestörte Funktion der Blutplättchen, z. B. bei der Autoimmunthrombozytopenie oder einer Schädigung der Haut mit ihren Gefäßen (Altershaut, Cortisonschäden). Auch die Überdosierung von Thrombozytenaggregationshemmern kann manchmal zur Bildung von Petechien führen. Durch einen Mangel an Blutplättchen verursachte größere petechiale Blutungen werden auch als thrombozytopenische Purpura bezeichnet, wie zum Beispiel idiopathische thrombozytopenische Purpura.
Ebenso kann es ein Hinweis für Purpura Schönlein-Henoch oder auch das Chikungunya-Fieber sein.
Ferner können Petechien als Folge von Undichtigkeiten der Kapillargefäße, beispielsweise wegen Entzündung der kleinen Blutgefäße (Vaskulitis), auftreten, was unter anderem auf Vitamin-Mangel hinweisen kann. Typisch für Petechien ist, dass diese mit dem Finger (oder besser sichtbar mit einem Glasspatel) nicht wegdrückbar sind, d. h. die Rötung bleibt auch bei Druck auf die Haut erhalten. Dieses Phänomen liegt daran, dass es sich um ein Extravasat handelt, welches durch Druck nicht über die Gefäße abfließen kann.
Rechtsmedizinisch können Petechien am Kopf, oft im Bereich der Augen oder Lider, auf eine venöse Stauung bei Strangulationen hinweisen. Dazu kommt es, wenn durch Gegenwehr des Opfers zwar die Halsvenen, nicht aber die Schlagadern obstruiert wurden.
Am häufigsten sind Kinder und Senioren von Petechien betroffen.